# Холодовський Микола Іванович
Мико́ла Іва́нович Холодо́вський (*14 квітня 1851, Полтавщина — †15 травня 1933, Лондон) — генерал-лейтенант, генерал від артилерії.

## Біографія
Середню освіту здобув у Петровському Полтавському кадетському корпусі і Михайлівському артилерійському училищі. Почав службу в Київській фортеці в артилерії. До 1898 займав різні посади переважно в артилерії. В 1898 був призначений завідувач артилерійської частини Квантунської області, а в 1903 був помічником начальника артилерії Приамурського військового округу. Згодом перебував з особливих доручень при Наміснику Його Імператорської Величності на Далекому Сході, а в 1904 був начальником осадної артилерії маньчжурських армій. Генерал-лейтенант (ст. 22.04.1907). З 22.04.1907 начальник артилерії Одеського військового округу. Генерал від артилерії (06.12.1915).
В 1912 році запропонував модернізувати трьохлінійну рушницю Мосіна зразка 1891 р., а саме зменшити вагу, виправити деякі конструктивні вади. У 1913 було випущено першу партію рушниць Мосіна-Холодовського, виробництво яких припинилося з початком Першої світової війни. В еміграції. 15 травня 1933 помер у Лондоні.

## Нагороди
- орден Св. Володимира 3-го ступеня (1903)
- орден Св. Станіслава 1-го ступеня (1904)
- орден Св. Анни 1-го ступеня з мечами (1906)
- орден Св. Володимира 2-го ступеня (1911).